# Protuberum cabralense
Protuberum cabralense è un terapside estinto, appartenente ai cinodonti. Visse nel Triassico medio (Ladinico, circa 242 - 238 milioni di anni fa) e i suoi resti fossili sono stati ritrovati in Sudamerica.

## Descrizione
Questo animale doveva essere lungo oltre un metro, e possedeva un corpo robusto sorretto da arti relativamente massicci. Il cranio era abbastanza corto e massiccio, ed era caratterizzato dalla superficie dorsale particolarmente ispessita. Anche le costole dorsali erano ispessite, con notevoli processi situati sui margini dorsali che decrescevano in dimensione distalmente; la cresta iliaca, inoltre, era dotata di una serie di rugosità lungo il margine dorsale. Le costole lombari portavano piastre costali che si sovrapponevano le une alle altre, e la parte distale del ramo principale delle costole differiva dal pattern osservato in altri cinodonti come Thrinaxodon, Pascualgnathus e Cynognathus. I denti postcanini superiori erano dotati di due cuspidi taglienti connesse da una cresta mediale.

## Classificazione
Protuberum è un rappresentante dei traversodontidi, un gruppo di cinodonti derivati, di abitudini erbivore e di mole generalmente abbastanza cospicua. Protuberum è un membro dei Gomphodontosuchinae, un clade derivato i cui membri comprendono animali dalle forme pesanti come Scalenodon, Scalenodontoides ed Exaeretodon. All'interno dei gonfodontosuchini, sembra che Protuberum occupasse una posizione evolutivamente intermedia tra Menadon e le forme più derivate come Scalenodontoides ed Exaeretodon (Kammerer et al., 2012). 

## Paleobiologia
Uno studio riguardante l'osteoistologia di un esemplare subadulto di Protuberum ha messo in luce il pattern di crescita ossea di questo animale, rivelando tessuti ossei comprendenti osso fibrolamellare ininterrotto. Zone in cui l'osso lamellare cresceva lentamente, alla periferia di uno degli elementi, suggeriscono una transizione verso una crescita più lenta in età avanzata. La crescita rapida iniziale delle ossa di Protuberum è simile a quella osservata in altri traversodontidi, e potrebbe essere collegata al raggiungimento di una grande taglia nei membri derivati del gruppo (Veiga et al., 2019). 

## Paleoecologia
Come tutti i traversodontidi, Protuberum era un erbivoro, in grado di triturare vegetali grazie ai potenti denti postcanini. 